# Róg (Tatry)
Róg (słow. Roh, 1573 m) – mało wyróżniający się wierzchołek w północno-zachodniej grani Grzesia w słowackich Tatrach Zachodnich. Znajduje się pomiędzy Grzesiem (1653 m) a Przełęczą nad Kotłowym Żlebem (1460 m). Sam wierzchołek jest bezleśny, stoki są niemal całkowicie zalesione. Północno-wschodnie opadają do Doliny Bobrowieckiej Orawskiej, południowo-zachodnie do Doliny Łatanej. Te ostatnie w całości, od szczytu Rogu aż po dno Doliny Łatanej wchodzą w skład obszaru ochrony ścisłej Rezervácia Kotlový žľab. Utworzony on został już w 1926 r. i był to najstarszy rezerwat na słowackiej Orawie. Rosną w nim m.in. buki i jodły, w 2010 r. mające już około 200 lat.
Granią i przez szczyt Rogu prowadzi znakowany szlak turystyczny. Sam szczyt Rogu jest niewielki i czubaty. Szlak turystyczny omija go po północnej stronie. Od Rogu do Grzesia szlak wznosi się łagodnie pofalowaną i w dużym stopniu trawiastą granią, dzięki czemu roztaczają się stąd widoki na Rohacze i ich grań aż po Brestową.

## Szlaki turystyczne
Zwierówka – Przełęcz pod Osobitą – Grześ:
- Czas przejścia ze Zwierówki na Przełęcz pod Osobitą: 2:05 h, ↓ 1:30 h
- Czas przejścia z przełęczy na Grzesia: 2 h, ↓ 1:50 h